# مشروع الكشف عن الكربون
مشروع الكشف عن الكربون (بالإنجليزية: Carbon Disclosure Project، يُعرف اختصارًا بـ CDP) هي منظمة مقرها في المملكة المتحدة تدعم الشركات والمدن للكشف عن التأثير البيئي للشركات الكبرى. ويهدف إلى جعل إعداد التقارير البيئية وإدارة المخاطر معيارًا تجاريًا، ودفع الإفصاح والرؤية والعمل تجاه اقتصاد مستدام. تُعتبر مبادرة من قبل المستثمرين المؤسساتيين للبحث وتقديم المشورة حول المخاطر المتعلقة بتغير المناخ للشركات العالمية. منذ عام 2002 ، كشفت أكثر من 8،400 شركة علناً عن المعلومات البيئية من خلال هذا المشروع.
ظهر المشروع على أساس مفهوم المبادرة العالمية للتقارير للكشف عن البيئة في عام 2002، مع التركيز على الشركات الفردية وليس على الدول. في ذلك الوقت، كان لدى هذا المشروع فقط 35 مستثمرًا وقعوا طلبًا للحصول على معلومات حول المناخ واستجابت 245 شركة.  